# Ochsenbach (Ostrach)
Ochsenbach ist ein Teilort Burgweilers, eine von acht Ortschaften der baden-württembergischen Gemeinde Ostrach im Landkreis Sigmaringen.

## Geographie

### Geographische Lage
Der Teilort Ochsenbach liegt 6,6 Kilometer südwestlich der Ortsmitte Ostrachs, zwischen Oberochsenbach im Südosten, Waldbeuren im Osten, dem Waldgebiet Falken im Westen und dem Pfullendorfer Ortsteil Denkingen im Südwesten.

## Geschichte
1229 wurde erstmals der Ort Osobah, später Obernohsenbach, urkundlich erwähnt; 1435 war dieser im Besitz des Konrad Schorp von Freudenberg. 1454 wurde Ochsenbach an das Kloster Salem verkauft.
1637 gelangte Ochsenbach mit Burgweiler an die Grafschaft Heiligenberg, 1806 an Baden.
Im Zuge der Gebietsreform in Baden-Württemberg wurde die Gemeinde Burgweiler mit dem Ort Ochsenbach am 1. Januar 1975 nach Ostrach eingemeindet.

### Ortsname
Der Name des Ortes ist wohl dem Personennamen Ohsa/Ohtizo, der Koseform von Otheri/Othrich abgeleitet.
Folgenden Schreibweisen waren über die Jahrhunderte gebräuchlich: Ohsobach, Osabach, Ohsabach, Ohselbach, Ochsobach, Ochsembach, Ouchsenbach, Ochßenbach sowie Oxenbach.

## Kultur und Sehenswürdigkeiten

### Bauwerke
- Die katholische Kapelle Unserer Lieben Frau (auch Marienkapelle) mitten im Dorf wurde vermutlich 1721 erbaut.[6]

## Wirtschaft und Infrastruktur

### Bürgerbus

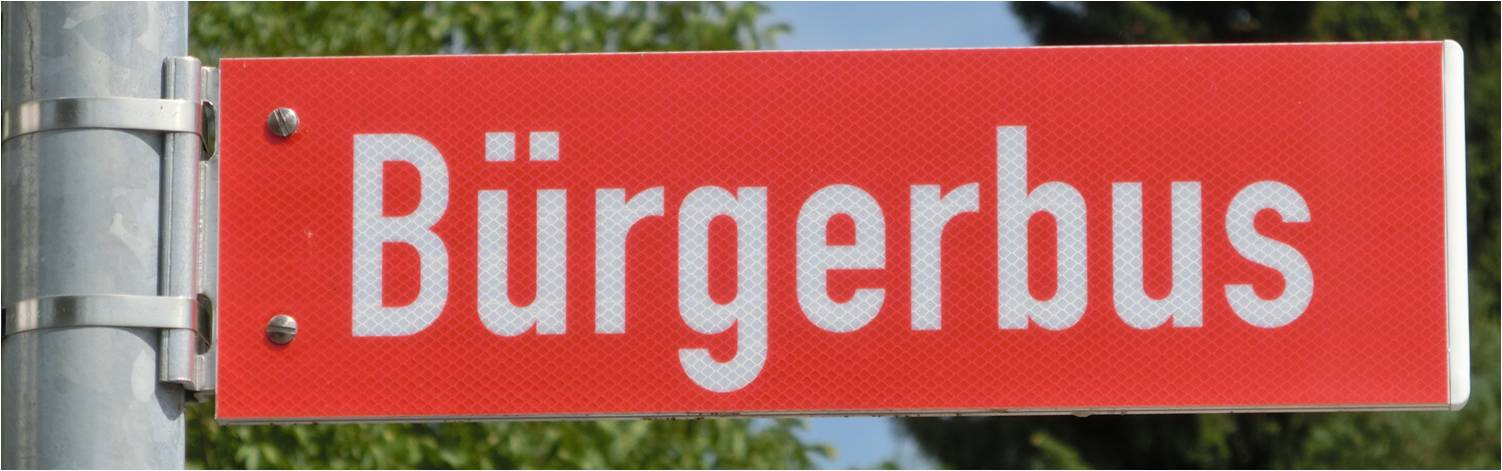
Haltestelle "Bürgerbus"

Der Ostracher Bürgerbus ergänzt den öffentlichen Nahverkehr und verbessert unter anderem die Mobilität von Menschen mit Behinderungen. An drei Tagen in der Woche fährt der Bus nach einem festen Plan zwischen der Ostracher Ortsmitte und Dichtenhausen, Spöck, Kalkreute, Ochsenbach, Waldbeuren sowie Burgweiler.

Der Bürgerbus wird von der Gemeinde Ostrach finanziert und vom Bürgerbus-Verein sowie ehrenamtlichen Fahrern und Helfern betrieben.

## Trivia
- Ochsenbach wird im Text des Schwobarock Songs Ratzariader Schenkelbatscher von Grachmusikoff als Oxabach erwähnt.[8]